# Piper metallicum
Piper metallicum är en pepparväxtart som beskrevs av Hallier f.. Piper metallicum ingår i släktet Piper och familjen pepparväxter. Inga underarter finns listade i Catalogue of Life.